# LOVE POP
『LOVE POP』（ラヴ・ポップ）は、大塚愛の9枚目のオリジナル・アルバムである。2021年12月8日にavex traxより発売された。

## 概要
前作『LOVE HONEY』から約4年8か月ぶりとなるオリジナル・アルバム。
CD+2DVD、CD+Blu-ray、CDのみ、特殊商品CD+グッズ（ファンクラブ限定盤）の4形態で発売された。DVD付、Blu-ray付の商品には、2021年9月9日に東京・LINE CUBE SHIBUYAにて開催された誕生日ライブ『LOVE IS BORN ～18th Anniversary 2021～』で披露した全楽曲の映像と、6曲のミュージックビデオが収録されている。
本作は「トキメキ」をテーマに制作され、タイトルに関しては、大塚は自身の音楽ジャンルに「ポップ」というレッテルを受け入れたとコメントしている。大塚は、自身の音楽活動初期において、“キュート”や“ポップ”といった外部からのイメージに強い抵抗感を抱いていたと語っている。彼女は当時、「わかってないくせに！」という反発心があり、「外からの見られ方を気にしていた」のである。しかし、水野良樹（いきものがかり）が「人にどう思われても、僕はポップスが好きなのでやり続けます」と断言していることを知ったとき、大塚はその姿勢に深く感銘を受けた。「すごい！」と感じた彼女は、自分が抱いていたイメージへのこだわりが小さく思えたと語っており、次第に「ポップですけど、何か？」と自信をもって言えるようになりたいと考えるようになったのである。
その後、出産や年齢を重ねることを通して、意識の変化も生じた。「もうトガる必要はないし、『自分がやってきたこと、自分の存在はポップでしかない』と思えるようになってきた」と述べており、自己受容とともに、ポップというジャンルに対する肯定感が芽生えたことがうかがえる。こうした経緯を経て、本作のタイトルには「これが結論」という思いが込められている。「“ポップ”“かわいい”というイメージを持っているんだったら、そのど真ん中にいられるようにがんばろうって」と、大塚は開き直りを見せながらも、前向きな姿勢を示している。さらに大塚は、「みんなが求めてくれることが、自分の特技なんだろうな」と語り、周囲の期待を自身の強みに変える覚悟を明かしている。「実際の私はキュートでも何でもないですけど、それは周りの人たちがわかってくれてたらいいかなって」という言葉には、等身大の自己認識と、それでも期待に応えようとするプロ意識が表れているのである。

## チャート成績
オリコン週間アルバムランキングで初登場31位を獲得。チャート登場回数は2回。

## 収録曲
全作詞・作曲：aio（特記以外）
| #         | タイトル                            | 作詞             | 作曲             | 編曲                      | 時間  |
| --------- | ----------------------------------- | ---------------- | ---------------- | ------------------------- | ----- |
| 1.        | 「Chime」                           |                  |                  | aio・hiroo 弦編曲：弦一徹 | 3:51  |
| 2.        | 「サンタにkissをして」              |                  |                  | aio・hiroo 弦編曲：美央   | 4:13  |
| 3.        | 「恋フル」                          |                  |                  | aio・cap                  | 3:19  |
| 4.        | 「星空レコード」                    |                  |                  | aio・cap                  | 3:58  |
| 5.        | 「濡れる花」                        |                  |                  | aio 弦編曲：美央          | 4:03  |
| 6.        | 「Mr.lover」                        |                  |                  | aio・hiroo                | 3:41  |
| 7.        | 「あいびき」(大塚愛 × あっこゴリラ) | AIO・AKKOGORILLA | AIO・AKKOGORILLA | HirasawondeR              | 3:27  |
| 8.        | 「デメネコパラダイス」              | aio・小山宙哉    |                  | aio・hiroo                | 1:56  |
| 9.        | 「なんだっけ」                      |                  |                  | aio・hiroo                | 3:29  |
| 10.       | 「ドラセナ」                        |                  |                  | aio・hiroo 弦編曲：美央   | 5:42  |
| 11.       | 「GO」                              |                  |                  | aio・hiroo                | 3:21  |
| 合計時間: | 合計時間:                           | 合計時間:        | 合計時間:        | 合計時間:                 | 41:00 |

| #         | タイトル                                            | 作詞   | 作曲・編曲 | 時間 |
| --------- | --------------------------------------------------- | ------ | ---------- | ---- |
| 1.        | 「なんだっけ」                                      |        |            | 3:30 |
| 2.        | 「QueeN」                                           |        |            | 4:10 |
| 3.        | 「モアモア」                                        |        |            | 3:51 |
| 4.        | 「金魚花火」(ANIMAL HACK Remix)                     |        |            | 5:08 |
| 5.        | 「黒毛和牛上塩タン焼き6800円」(Guest：ハラミちゃん) |        |            | 5:25 |
| 6.        | 「プラネタリウム」(Guest：ハラミちゃん)             |        |            | 6:48 |
| 7.        | 「桃ノ花ビラ」                                      |        |            | 5:54 |
| 8.        | 「ハイナビ」(Guest：あっこゴリラ)                   |        |            | 3:10 |
| 9.        | 「またたび」(Guest：あっこゴリラ)                   |        |            | 3:29 |
| 10.       | 「あいびき」(Guest：あっこゴリラ)                   |        |            | 4:02 |
| 11.       | 「HEY! BEAR」                                       |        |            | 5:09 |
| 12.       | 「end and and ～10,000 hearts～」                   |        |            | 5:15 |
| 13.       | 「濡れる花」                                        |        |            | 4:25 |
| 14.       | 「甘えんぼ」                                        |        |            | 3:48 |
| 15.       | 「RounD」(Guest：トミタ栞)                          |        |            | 5:00 |
| 16.       | 「だめだめだ」(Guest：トミタ栞)                     |        |            | 3:25 |
| 17.       | 「ロケットスニーカー」                              |        |            | 4:17 |
| 18.       | 「CHU-LIP」                                         |        |            | 3:46 |
| 19.       | 「フレンジャー」                                    |        |            | 3:47 |
| 20.       | 「さくらんぼ」                                      |        |            | 4:39 |
| 21.       | 「GO」                                              |        |            | 3:35 |
| 1.        | 「ドラセナ」(Music Video)                           |        |            | 5:41 |
| 2.        | 「Chime」(Music Video)                              |        |            | 4:12 |
| 3.        | 「あいびき」(Music Video)                           |        |            | 3:27 |
| 4.        | 「なんだっけ」(Music Video)                         |        |            | 3:29 |
| 5.        | 「GO」(Music Video)                                 |        |            | 3:21 |
| 4.        | 「サンタにkissをして」(Music Video)                 |        |            | 4:13 |
| 合計時間: | 合計時間:                                           | 116:56 |            |      |